# Wilacina
Wilacina (biał. Віляціна; ros. Вилятино, Wilatino) – wieś na Białorusi, w obwodzie mińskim, w rejonie berezyńskim, w sielsowiecie Bahuszewiczy. W 2009 roku była opuszczona.